# Сулак (река)
Сула́к (кум. Къой сув — «Овечьи Воды», авар. Сулахъ, дарг. Кьас — «стремнина», чечен. Гӏой-хи) — река в республике Дагестан России. Впадает в Каспийское море.

## Топонимия
Название «койсу» получило от тюркского (кумыкского) «къой сув» — овечья вода (где «къой» — овца, а «сув» — вода).
В античных источниках упоминается как Соана/Шуана.
До XX века «Сулаком» называли лишь устьевой участок реки. Этот гидроним также имеет тюркского (кумыкского) происхождение: корень слова образует кумыкское слово сув — «вода», а гидроформант лакъ (характерный для тюркских языков) придает слову значения «разлив реки», «наводнение», «водная», «с водой». Для сравнения, по такой же системе образовано название левого притока Катуни — Сулак-Кобу, где сулак — «влажное мокрое место», а кобу — «лог, ложбина».
В «Дербенд-наме» о реке Ихран-чай (ныне Аварское Койсу, от слияния которой с Андийским Койсу образуется Сулак), рассказывается, что шах Асфандияр планировал переименовать её в «Akhar-ul-hol». Это название М. Алиханов-Аварский считал искажением от «Маарул-ор» (с авар. — «горная река») или «Аварул-ор» (с авар. — «аварская река»).

## География
Длина — 169 км (336 км с Андийским Койсу), площадь водосборного бассейна — 15200 км². Образуется слиянием рек Аварского Койсу и Андийского Койсу на высоте 355 м над уровнем моря. Сначала течёт в Главном Сулакском каньоне (глубина 700—1500 м), затем в Ахетлинском ущелье, Чиркейском расширении и Малом Сулакском каньоне, далее в широкой долине, где делится на собственно Сулак и рукав Малый Сулак. До начала XIX века река Койсу в районе села Казиюрт делилась на два рукава: Аграхань (впадал в Аграханский залив) и Сулак (нынешний устьевой участок реки).

## Гидрология
Питание реки смешанное, с преобладанием снегового. Половодье с апреля по сентябрь с максимумом в июне — июле. Среднегодовой расход воды — в 123 км от устья 176 м³/с. Средняя мутность 450 г/м³, наибольшая 45 000 г/м³.

## Притоки
Наиболее крупный приток — Ахсу, кроме того впадают Чвахунбак, Тлар. С 1963 года по каналу «Акташский тракт» сбрасываются воды рек Акташ и Аксай.

## Населённые пункты
На Сулаке стоят город Кизилюрт, пгт Дубки, в устье — пгт Сулак.

## Хозяйственное использование
Вода из реки используется для водоснабжения городов Махачкала и Каспийск. В долине реки также успешно акклиматизован енот-полоскун.
На Сулаке расположен каскад ГЭС: Миатлинская ГЭС, Чирюртские ГЭС, Чиркейская ГЭС, а также малая Бавтугайская ГЭС, их суммарная установленная мощность — 1345,6 МВт, дополнительно планируется строительство малых ГЭС общей мощностью 46,2 МВт, эти гидроэлектростанции входят в Сулакский каскад ГЭС.

## Данные водного реестра
По данным государственного водного реестра России относится к Западно-Каспийскому бассейновому округу. Речной бассейн реки — Терек.
Код объекта в государственном водном реестре — 07030000112109300000254.
Отдельно в реестре числится старое русло Сулака

## Галерея

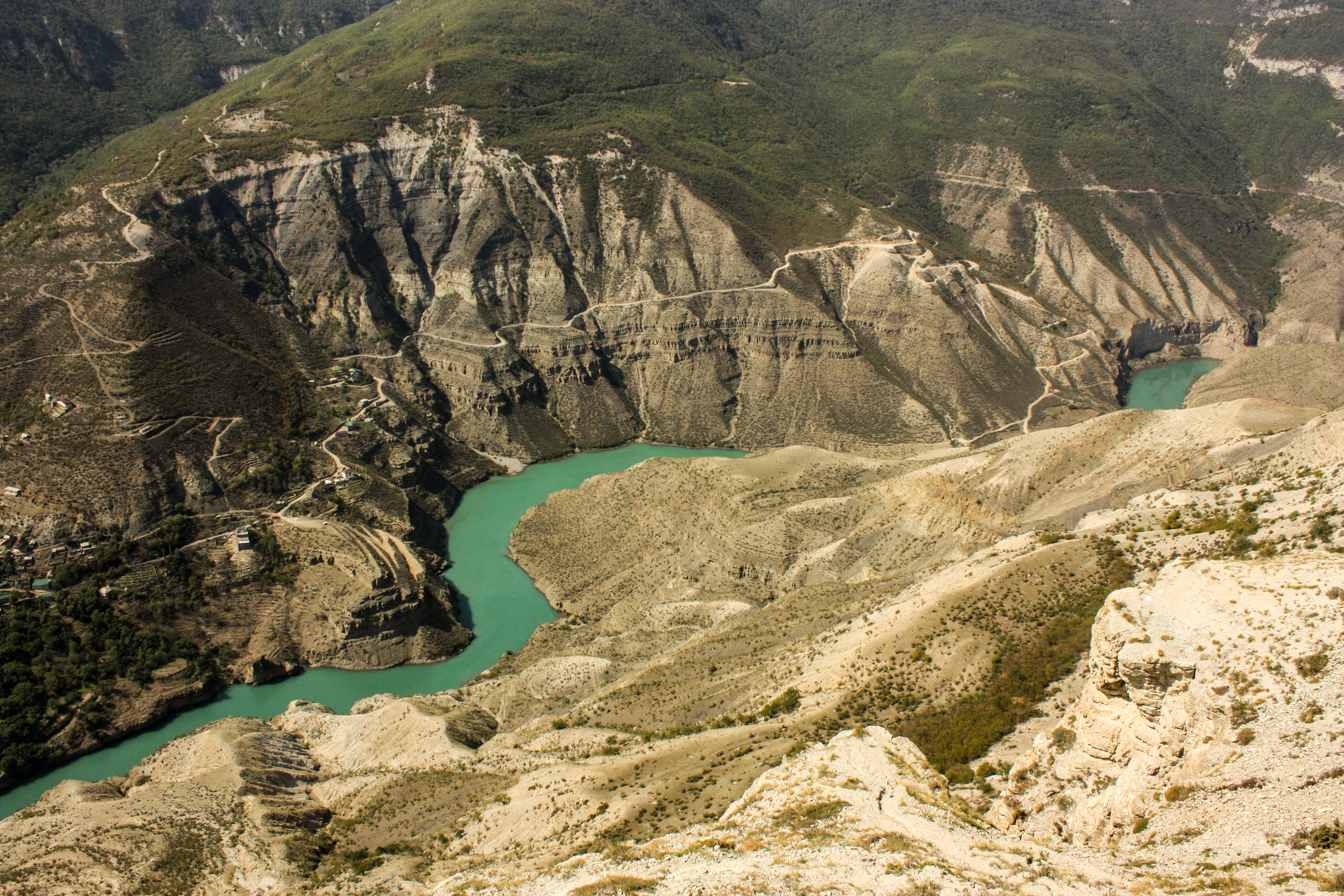
Сулакский каньон в районе посёлка Дубки
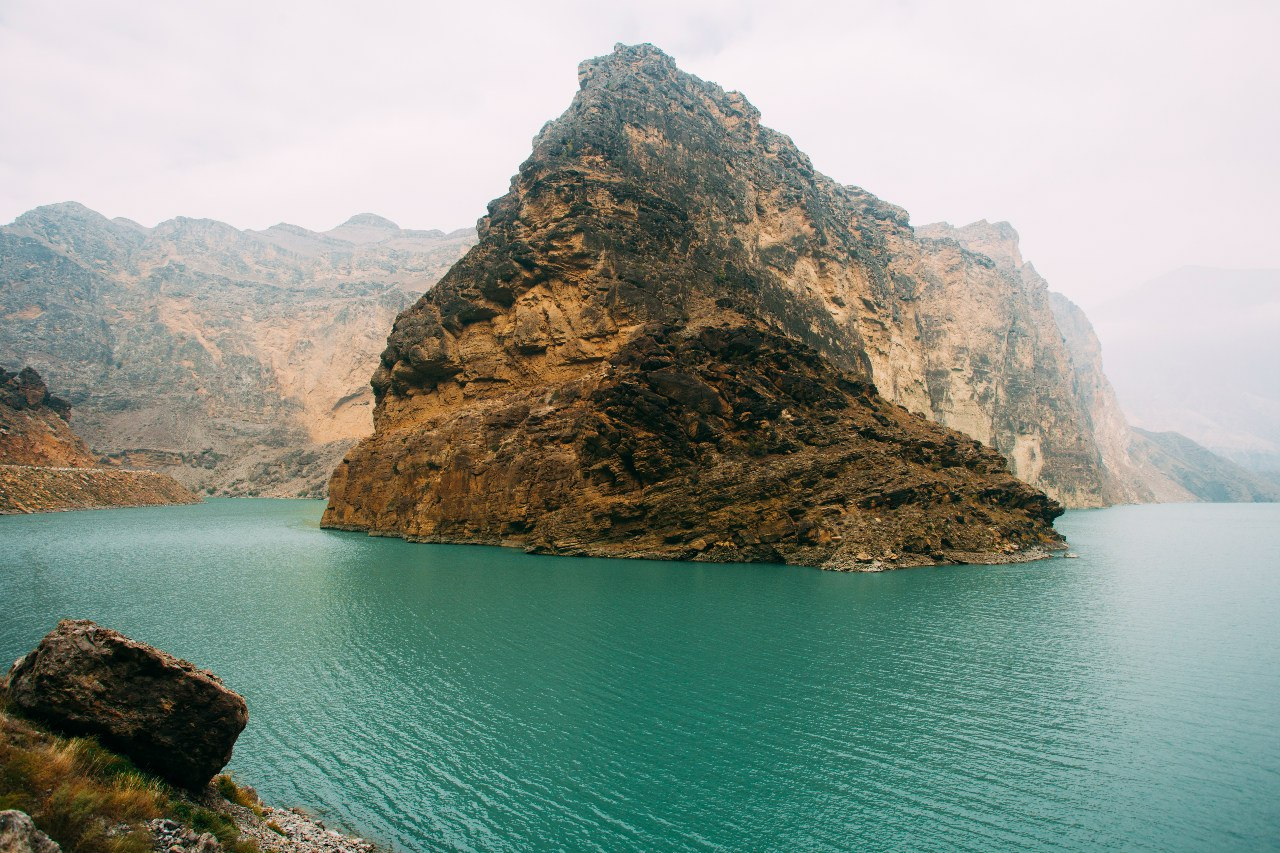
Исток реки Сулак — место слияния Аварского Койсу и Андийского Койсу